# Plebanowce (rejon brzostowicki)
Plebanowce (biał. Плябанаўцы; ros. Плебановцы) – wieś na Białorusi, w obwodzie grodzieńskim, w rejonie brzostowickim, w sielsowiecie Koniuchy.
Znajduje się tu rzymskokatolicka kaplica filialna pw. Matki Bożej Miłosierdzia, należąca do parafii Trójcy Przenajświętszej w Indurze.
W dwudziestoleciu międzywojennym wieś leżała w Polsce, w województwie białostockim, w powiecie grodzieńskim, w gminie Indura.
Według Powszechnego Spisu Ludności z 1921 roku wieś zamieszkiwało 276 osób, wszystkie były wyznania rzymskokatolickiego i zadeklarowali polską przynależność narodową. Były tu 53 budynki mieszkalne.
Miejscowość należała do parafii rzymskokatolickiej w Odelsku i parafii prawosławnej w Indurze.
Podlegała pod Sąd Grodzki w Indurze i Okręgowy w Grodnie; właściwy urząd pocztowy mieścił się w Indurze.